# Sarcococca hookeriana
Sarcococca hookeriana er en stedsegrøn, lavt voksende busk med hvide, duftende blomster i vintertiden. Den bliver dyrket - omend sjældent - i haver, hvor man kan skaffe den beskyttede og fugtige vækstbetingelser.

## Kendetegn
Sarcococca hookeriana er en stedsegrøn busk med en lav, udbredt vækst. Barken er først grågrøn og glat, men senere bliver den lysebrun. Gamle grene får en grå, afskallende bark. Knopperne sidder spredt og næsten skjult ved bladhjørnerne. De er små, runde og lysegrønne. Bladene er læderagtige og elliptiske med hel, indrullet rand. Oversiden er blank og mørkegrøn, mens undersiden er lysegrøn. Blomstringen foregår februar-marts, hvor man finder blomsterne samlet i små stande ved bladhjørnerne. De enkelte blomster er 4-tallige og uregelmæssige, for mens de øverste i standen mangler frugtanlæg, så mangler de nederste støvdragere. Bæger- og kronbladene er ganske små og henholdsvis lysegrønne og hvide. Frugterne er sorte stenfrugter med 2-3 kerner. De modnes samtidig med det følgende års blomstring.
Rodsystemet er groft og dybtgående. Blomsterne har en stærk, jasminagtig duft.
Busken bliver sjældent mere end en halv meter høj, men til gengæld kan den blive mere end en meter bred.

## Hjemsted
Sarcococca hookeriana hører hjemme i Himalaya (Nepal, Bhutan, Assam, Tibet og det vestlige Kina), hvor den vokser som bundplante i kølige, løvfældende skove. Den foretrækker halvskygge og en ret tør, veldrænet og husmusrig bund. 
I nærheden af Rol Khane, det centrale Nepal, er bjergsiderne i 2.300 m højde dækket af løvfældende skov. Her, hvor jorden er humusrig, er skoven domineret af Symplocos pyrifolia, mens skovbunden er domineret af forskellige Star-arter. På dette sted vokser arten sammen med bl.a. Daphne bholua (en art af dafne), Fragaria nubicola (en art inden for Jordbær-slægten), Galium hirtiflorum (en art af snerre), Hedera nepalensis (en art af vedbend), himalayakristtorn, Hydrangea anomala (en art af hortensia), Hypericum uralum (en art af perikon), Ligustrum nepalense (en art af Liguster), Lindera pulcherrima (en art af sommerlaurbær), Lyonia ovalifolia (en art af Lyonia), Lysimachia debilis (en art af fredløs), Mahonia napaulensis (en art af mahonie), Rhododendron arboreum (en art af rododendron), slangeskæg (flere arter), Smilax rigida (en art af sarsaparil), smuk pieris, Star (flere arter, dominerende i skovbunden), Symplocos pyrifolia (en art af Lyng-familien, dominerende træart), Viburnum erubescens (en art af kvalkved) og Zanthoxylum armatum (en art af tandved)

## Galleri
|  |  |  |  |

## Note
1. ↑  Wikipedia-fr: Sarcococca hookeriana (fransk)
2. ↑  efloras.org: Sarcococca hookeriana (engelsk)
3. ↑  Hiroo Kanai, Pushpa Ratna Shakya og Tirta Bahadur Shrestha: Vegetation Survey of Central Nepal – en hurtig oversigt over områdets vegetationstyper, på (engelsk)